# Rajá

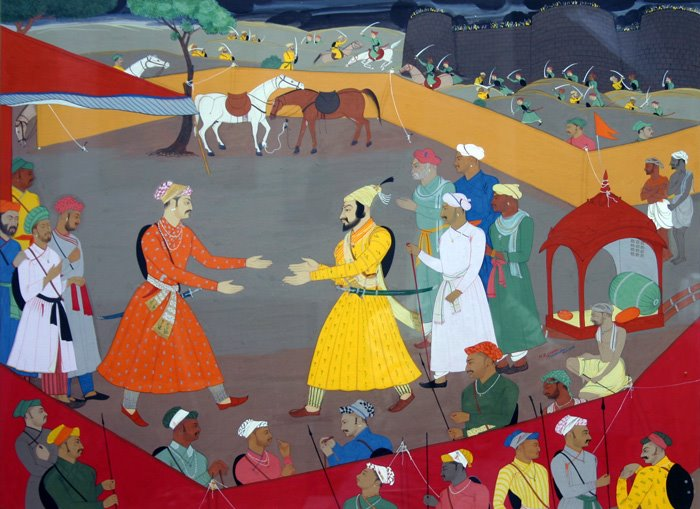
Jai Singh I de Amber recibiendo a Shivaji un día antes de concluir el Tratado de Purandar (12 de junio de 1665).

Un rajá (del francés rajáh y radjáh o del inglés, rajah /rɑːdʒɑː/; a su vez del sánscrito राजन् rājan) es un título monárquico equivalente a rey o gobernante principesco tradicional en el subcontinente indio y el sudeste asiático, atestiguado desde el Rigveda, donde un rājan es un gobernante, véase, por ejemplo, el daśarājñá yuddhá, la «Batalla de los Diez Reyes».

## Nombre sánscrito
- राज en letra devánagari.
- rāja en el sistema AITS (alfabeto internacional de transliteración sánscrita).
- ɽɑːʤʌ en el IPA (alfabeto fonético internacional).

En femenino se escribe rāṇī (pronunciado antiguamente /raní/ y actualmente /ráni/).

## Frase coloquial
Es conocida la frase española «vivir como un rajá», que significa ‘vivir con lujo’.